# Gia Cát Kiều
Gia Cát Kiều (giản thể: 诸葛乔; phồn thể: 諸葛喬; bính âm: Xiahou Lan; 204 – 228), tự Bá Tùng (伯松), tự cũ là Trọng Thận (仲慎), là quan viên nhà Quý Hán thời Tam Quốc trong lịch sử Trung Quốc.

## Cuộc đời
Gia Cát Kiều quê ở huyện Dương Đô, quận Lang Gia, Từ Châu, là con trai thứ hai của Tả tướng quân Đông Ngô Gia Cát Cẩn, em trai của Gia Cát Khác, anh trai của Gia Cát Dung. Gia Cát Kiều nổi danh cùng với anh trai Gia Cát Khác. Người đương thời nhận định tài năng của Gia Cát Kiều kém hơn anh cả, nhưng phẩm tính lại hơn hẳn.
Khoảng 221–223, Thừa tướng Quý Hán Gia Cát Lượng hơn 40 tuổi mà chưa có con, bèn bàn với anh trai Gia Cát Cẩn để xin Gia Cát Kiều làm con nuôi thừa tự. Gia Cát Cẩn bẩm báo lên Ngô vương Tôn Quyền, để Gia Cát Kiều sang đất Thục. Gia Cát Lượng xem Kiều như con ruột của bản thân, đổi lại tên tự để xác định quyền nối dõi, quản giáo nghiêm khắc.
Năm 227, Gia Cát Kiều được phong Phò mã Đô úy, theo Gia Cát Lượng đến Hán Trung, cùng Hoắc Dặc tham tán quân vụ. Gia Cát Lượng có gửi thư cho anh trai để nói về việc này:
Kiều vốn đáng được về Thành Đô, song nay con em chư tướng đều làm việc chuyển vận, thiết nghĩ phải nên cùng mọi người chung vinh nhục. Nay sai Kiều đốc lĩnh năm sáu trăm binh lính, cùng con em chư tướng chuyển vận ở Cốc Trung.
Năm 228, Gia Cát Kiều qua đời bởi việc nước, thọ 25 tuổi. Theo Tam quốc chí thì Gia Cát Kiều mất năm Kiến Hưng nguyên niên (223), nhưng sự kiện Gia Cát Lượng đến Hán Trung diễn ra vào năm 227. Học giả thời Thanh là Hà Trác, Tiền Đại Chiêu đã chỉ ra lỗi này. Hà Trác cho rằng năm Gia Cát Kiều mất là năm Kiến Hưng thứ 6 (228). Các bản Tam quốc chí chú được xuất bản về sau đã sửa lại.

## Gia đình
- Gia Cát Phàn (诸葛攀), con trai của Gia Cát Kiều. Năm 253, dòng dõi Gia Cát Cẩn ở Đông Ngô bị quyền thần Tôn Tuấn, Tôn Lâm giết sạch. Khoảng sau năm 259, Gia Cát Phàn về Ngô kế tự Gia Cát Cẩn.

## Trong văn hóa
Gia Cát Kiều không xuất hiện trong tiểu thuyết Tam quốc diễn nghĩa của La Quán Trung.